# Corson
Corson è una comunità non incorporata situata all'interno della Brandon Township, contea di Minnehaha, Dakota del Sud, Stati Uniti con una popolazione di 70 abitanti. Si trova immediatamente a nord della Interstate 90 e Brandon sulla South Dakota Highway 11. Una volta principalmente una comunità ferroviaria e agricola, sta diventando un'area industriale a supporto della contea. Sioux Falls si trova a dodici miglia a ovest-sud-ovest della comunità. È servita dalla BNSF Railway Company.

## Etimologia
Corson prende il nome da Henry Tabor Corson (1838 – 1914), un residente di Sioux Falls, strumentale nella costruzione della Willmar and Sioux Falls Railway a Sioux Falls.

## Infrastrutture e trasporti
La Interstate 90 è la principale rotta est-ovest della città e collega la comunità a Sioux Falls. La South Dakota Highway 11 (SD 11) corre come principale rotta nord-sud attraverso l'area. La SD 11 collega Corson alla vicina Brandon e Garretson.

## Attrazioni
Corson è localmente famosa per due attrazioni principali: The Playhouse, che è un piccolo teatro, e Bottoms Up, un bar. Entrambi sono convenientemente situati l'uno accanto all'altro.